# Université des sciences appliquées de Zurich
 (novembre 2019).
L' Université des sciences appliquées de Zurich ou Haute école des sciences appliquées de Zurich, (en allemand : Zürcher Hochschule für Angewandte Wissenschaften ou ZHAW) est une école spécialisée en sciences appliquées située dans le canton de Zurich. Elle représente la troisième plus grande école du canton après l’Université de Zurich et l’École polytechnique fédérale de Zurich. Elle forme l’une des quatre parties de la Haute école zurichoise (de) (Zürcher Fachhochschule en allemand).

## Histoire
La ZHAW est fondée en 2007 par fusion de 4 établissements indépendants :
- Zurich University of Applied Sciences Winterthur (ZHW)
- University of Social Work Zurich (HSSAZ)
- University Wädenswil (HSW)
- University of Applied Psychology (HAP)

Les premiers programmes de masters de l’école sont ajoutés au cursus en 2008.
En 2009, le conseil d’administration approuve la stratégie de la ZHAW qui met en avant les six caractéristiques de l’établissement : intégration sociale, interdisciplinarité, internationalité, développement de la personnalité, sélectivité et efficacité économique.
Le 1er septembre 2011, le recteur de la ZHAW Werner Inderbitzin laisse sa place à Jean-Marc Piveteau, qui est aujourd’hui encore à la tête de l’établissement.
En 2016, le conseil d'administration élabore le programme « Quality Strategy 2015-2025 ». Son but principal est de garantir une culture de qualité pour la ZHAW dans les domaines de l'enseignement, de la recherche, de la formation continue et des services aux entreprises, ainsi que promouvoir le développement durable.
La ZHAW a fêté ses 10 ans en 2017. Elle est à présent considérée comme l’une des principales hautes écoles spécialisée de Suisse. Elle devient également membre de l’EUA (European University Association) cette même année.

## Départements et localisations
La ZHAW compte au total huit départements, répartis dans trois villes différentes, proposant 28 cursus de bachelors et 18 de masters, :

### Zurich
- Psychologie / Departement Angewandte Psychologie (P)

Le département de psychologie se dédie à l'étude du comportement et de la pensée humaine. Il est divisé un deux instituts : l'institut psychologique et l'IAP (institut de psychologie appliquée). Un seul cursus de bachelor en psychologie appliquée et sa continuation en master est proposé par ce département.
- Travail social / Departement Soziale Arbeit (S)

Le département de travail social représente l'un des plus importants établissements formant au travail social en Suisse. Il propose un cursus de bachelor et sa continuation en master en travail social ainsi que de nombreuses formations continues.

### Winterthour
- Santé / Departement Gesundheit (G)

Pour le département de santé, il existe cinq choix de bachelors dont ergothérapie, prévention et promotion de la santé, sage-femme, soignant, physiothérapie et quatre formations de master dont ergothérapie, sage-femme, soignant, physiothérapie.
- Management et droit / School of Management and Law (W)

Le département de management et droit s'intéresse et enseigne tout ce qui touche à l'économie et au droit. Il offre quatre choix de bachelors en économie d’entreprise, management international, droit commercial, informatique commerciale ainsi que de nombreuses formations en masters comme comptabilité et contrôle de gestion (accounting and controlling), banque et finance (banking and finance), gestion des entreprises (business administration), commerce international (international business), management et droit (management and law), informatique commerciale (Wirtschaftsinformatik).
- Ingénierie / School of Engineering (T)

Le département d'ingénierie, anciennement Technikum Winterthur, enseigne et mène des recherches dans les domaines de l'énergie, de la mobilité et de la santé. Il propose huit choix de bachelors différents dont aviation, ingénierie électrique, technologie énergétique et environnementale, informatique, ingénierie mécanique, technologie des systèmes, systèmes de transport, génie industriel et un seul cursus de master en ingénierie appliquée.
- Architecture et génie civil / Departement Architektur, Gestaltung und Bauingenieurwesen (A)

Le département d'architecture et génie civil offre deux cursus de bachelors dont architecture, génie civil et les mêmes possibilités de master.
- Linguistique appliquée / Departement Angewandte Linguistik (L)

Le département de linguistique appliquée propose deux cursus de bachelor en linguistique appliquée et communication et un choix de master en linguistique appliquée.

### Wädenswil
- Sciences de la vie et gestion des infrastructures / Departement Life Sciences und Facility Management (N)

Le département de la vie et gestion des infrastructures offre divers choix de bachelors comme la biotechnologie, chimie, gestion des infrastructures (Facility Management), technologie agroalimentaire, ingénierie environnementale et, en tant que masters, les sciences de la vie (Life Sciences), gestion des infrastructures (Facility Management), environnement et ressources naturelles.

## Département en linguistique appliquée
Le département en linguistique appliquée est l’unique département linguistique de toute la Suisse appartenant à une haute école spécialisée. Il forme ses étudiants dans le domaine des langues, de la communication et traite également des médias. La faculté de traduction et d'interprétation de l'Université de Genève propose un cursus similaire à ses étudiants.

### Organisation et division
Le département est lui-même divisé en trois instituts :
- Institut des sciences médiatiques appliquées (Institut für Angewandte Medienwissenschaft)

Cet institut s’adresse aux personnes désireuses d'entreprendre le bachelor en communication et de se former en journalisme ou communication organisationnelle.
- Institut de traduction et d’interprétation (Institut für Übersetzen und Dolmetschen)

Cet institut, issu de l’ancienne école d’interprètes de Zürich (DOZ), forme les étudiants en traduction et interprétation. Il fait partie d’un grand réseau international et possède de nombreux instituts partenaires en Suisse tout comme à l’étranger. Il est membre de la CIUTI (Conférence Internationale permanente d'Instituts Universitaires de traducteurs et interprètes) et a un statut d’observateur au réseau EMT (European Masters in Translation).
En suivant la formation de bachelor en linguistique appliquée, les étudiants acquièrent de larges compétences linguistiques dans le but de communiquer oralement et par écrit à un niveau professionnel. La première année d'étude est commune à tous les étudiants. Un choix doit être effectué pour les deux années suivantes afin de se spécialiser soit en communication multilingue, soit en communication multimodale, soit en communication technique.
Le choix de master en linguistique appliquée se divise en trois différentes spécialisations: interprétation de conférence, communication organisationnelle ou traduction professionnelle.
- Institut des compétences linguistiques (Institut of Language Competence)

L’ILC est responsable de la communication et de nombreux cours de langues dans différents départements de la ZHAW. Il propose aux étudiants et membres des établissements une grande variété de choix de cours de langues dans plusieurs niveaux, mais également des cours de formation continue.

## Facilités et offres

### Association sportive académique de Zürich
L'ASVZ propose à tous ses étudiants, en parallèle de l'école, un programme sportif varié. Tout étudiant peut y accéder et profite ainsi de nombreuses offres avantageuses et d’entrainements gratuits à plus de 120 sports différents.
En 2016, un terrain de sport de 1 200 m2, nommé le Sulzer Areal, a été mis à disposition des étudiants et collaborateurs de la ZHAW.

### Club étudiant
Le VSZHAW (Verein Studierende der Zürcher Hochschule für angewandte Wissenschaften) est un club formé d'étudiants de la ZHAW. Il représente les intérêts des étudiants et permet de faciliter et maintenir le contact entre les étudiants et les nombreux départements.

### CampusCard
La CampusCard, donnée à chaque étudiant, permet l'accès aux bibliothèques et aux centres sportifs de l'ASVZ. Elle sert à payer différents biens et supports tels que les services de copies et d’impressions ou les repas de la cafétéria. Sur présentation en dehors de l’établissement, elle permet d’obtenir des rabais dans des restaurants ou autres partenaires.